# Basen Kane’a
     Nunavut
     Grenlandia
     Terytoria Północno-Zachodnie

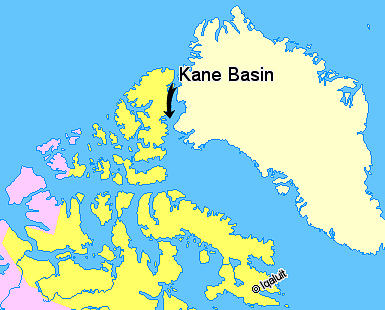
Basen Kane’a
Nunavut
Grenlandia
Terytoria Północno-Zachodnie

Basen Kane’a (duń. Kane Bassin, ang. Kane Basin) – akwen leżący pomiędzy Wyspą Ellesmere’a a Grenlandią, część Cieśniny Naresa. Ma ok. 180 km długości i 130 km szerokości.
Na południu łączy się z Cieśniną Smitha, a na północy z Cieśniną Kennedy’ego. Oddziela grenlandzką Ziemię Waszyngtona od Ziemi Inglefielda na Półwyspie Hayesa.
Nazwa pochodzi od amerykańskiego badacza Arktyki Elishy Kane’a. W 1854 r. jako pierwszy przepłynął on ten akwen, w trakcie poszukiwań zaginionej wyprawy pod dowództwem Johna Franklina; nadał mu wówczas nazwę „Peabody Bay”.